# شهرستان یونگشوو
شهرستان یونگشوو (به لاتین: Yongshou County) یک شهرستان‌های جمهوری خلق چین در چین است که در شیان‌یانگ واقع شده‌است.
 شهرستان یونگشوو ۸۸۹ کیلومتر مربع مساحت و ۱۸۴٬۶۴۲ نفر جمعیت دارد.